# 屈耶
屈耶（法語：Cuillé，法語發音：[kɥije]）是法国马耶讷省的一个市镇，位于该省西南部，和伊勒-维莱讷省接壤，属于贡捷堡区。

## 地理
屈耶（47°58'15"N, 1°7'7"W）面积21.66 平方千米，位于法国卢瓦尔河地区大区马耶讷省，该省份为法国西北部内陆省份，北起芒什省和奧恩省，西接伊勒-维莱讷省，南至曼恩-卢瓦尔省，东临萨尔特省。
与屈耶接壤的市镇（或旧市镇、城区）包括：塞什河畔阿瓦耶、布列勒、塞什河畔热讷、勒佩特尔、拉塞勒盖尔谢斯、方丹库韦尔特、加斯蒂讷、洛布里耶尔、梅拉勒、圣普瓦。

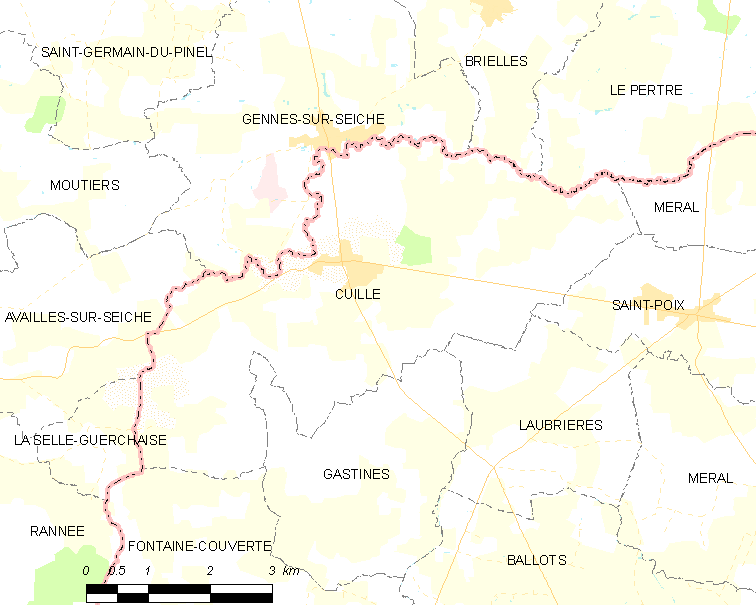
屈耶的OSM定位图

屈耶的时区为UTC+01:00、UTC+02:00（夏令时）。

## 行政
屈耶的邮政编码为53540，INSEE市镇编码为53088。

## 政治
屈耶所属的省级选区为科塞勒维维安县。

## 人口

1962-2008年间屈耶人口变化图示

屈耶于2022年1月1日时的人口数量为853人。